# Имралиев, Сардар Мамед оглы
Сардар Мамед оглы Имралиев (азерб. Sərdar Məmməd oğlu İmrəliyev; 15 декабря 1930, Горовлу, Джебраильский район — 25 января 1987, Бахар, Ждановский район) — советский азербайджанский механизатор, Герой Социалистического Труда (1966).

## Биография
Родился 15 декабря 1930 года в селе Горовлу Джебраильского района Азербайджанской ССР.
Трудовую деятельность начал в 1943 году помощником тракториста на колхозе, позже тракторист. В 1946—1959 годах тракторист рисосовхоза № 3 Ждановского района.
С 1960 года бригадир комплексно-механизированной хлопководческой бригады Мильского совхоза № 3 (позже совхоз имени Ленина) Ждановского (ныне Бейлаганского) района Азербайджанской ССР. С каждым годом Имралиев собирал своей машиной все больше и больше хлопка-сырца: в 1961 году — 2200 центнеров, в 1962 году — 2780 центнеров и в 1963 году — 2960 центнеров. Себестоимость 1 центнера хлопка-сырца заметно снизилась с 13,26 рублей в 1961 году до рекордных 11 рублей в 1963 году. В 1964 году бригада Имралиева добилась особо высоких трудовых показателей и перевыполнила план собрав на обрабатываемых полях до 100 000 тонн хлопка-сырца. В 1965 году бригада получила 38 центнеров хлопка с гектара на площади 120 гектаров, сам Имралиев собрал 310 тонн. В 1972 году механизатор собрал машиной 4100 центнеров хлопка. В 1975 году бригада Сардара Имралиева обязалась собрать 8000 центнеров хлопка и выполнила свои обязанности. В 1976 году бригада механизаторов собрала машинами 31,4 центнеров хлопка-сырца с гектара, перевыполнив план на 2,2 центнера.
Опыт работы механизатора получил распространение по всему Советскому Союзу, в совхозах были открыты школы обменом опыта. Имралиев считается одним из знатных и выдающихся механизаторов СССР и обладателем рекорда машинной сборки хлопка в Азербайджане.
Указом Президиума Верховного Совета СССР от 30 апреля 1966 года за успехи, достигнутые в увеличении производства и заготовок хлопка-сырца, Имралиеву Сардару Мамед оглы присвоено звание Героя Социалистического Труда с вручением ордена Ленина и золотой медали «Серп и Молот».
Активно участвовал в общественно-политической жизни Азербайджана и Советского Союза. Член КПСС с 1958 года. Депутат (от Азербайджанской ССР) Совета национальностей Верховного Совета СССР с 6 по 11 созывы. Делегат XXII, XXIII, XXIV и XXV съездов КПСС. Член ЦК КП Азербайджана.
Скончался 25 января 1987 года в селе Бахар Ждановского района Азербайджанской ССР (ныне Бейлаганский район Азербайджана).

## Память
Имралиеву посвящены: д/ф «Школа Сардара Имралиева» (1964), «Гордость хлопководов» (1975) и «Корабли выходят в поле» (1975), а также песня композитора Наримана Мамедова «Сардар».
В его честь названы:
- улица в городе Бейлаган[19]
- средняя школа в селе Бахар Бейлаганского района.

## Награды
- медаль «Серп и Молот» (30.04.1966)
- четыре ордена Ленина (16.02.1963; 30.04.1966; 08.04.1971; 16.12.1972)
- орден Октябрьской Революции (23.02.1978)
- «Заслуженный механизатор Азербайджанской ССР» (1966)
- «Заслуженный хлопковод Азербайджанской ССР» (1975)
- Государственная премия СССР за выдающиеся достижения в труде (07.11.1975)
- Малая золотая и Малая серебряная медали ВДНХ.

### Книги
- Шиторев Г. Великая партия новаторов. — М.: Знание, 1972. — 64 с.
- Дацюк Б. История СССР (учебное пособие). — М.: Мысль, 1973.
- Имрәлијев Сәрдар Мәммәд оғлу // Азәрбајҹан Совет Енсиклопедијасы (азерб.) / Ч. Б. Гулијев. — Бакы: Азәрбајҹан Совет Енсиклопедијасы, 1980. — Т. IV ҹилд: Елдәҝәз — Итабира.
- Сельскохозяйственная энциклопедия, т. 2

### Статьи
- Майский Н. Сельское хозяйство // Огонёк : журнал. — 1962. — 21 октября (№ 43).
- Народ называет достойных // Волжская Коммуна. — 1966. — 26 апреля (№ 97).
- Азербайджан в цифрах // Агитатор. — 1977.